# Hemilophus infuscatus
Hemilophus infuscatus là một loài bọ cánh cứng trong họ Cerambycidae.